# Bathippus macrognathus
Bathippus macrognathus là một loài nhện trong họ Salticidae.
Loài này thuộc chi Bathippus. Bathippus macrognathus được Tord Tamerlan Teodor Thorell miêu tả năm 1881.